# Appana
Appana is een geslacht van vlinders van de familie Uilen (Noctuidae), uit de onderfamilie Hadeninae.

## Soorten
- A. alambica Gaede, 1915
- A. ancillottoi Berio, 1978
- A. anthophyes Fletcher, 1963
- A. cinisigma Joannis, 1906
- A. clarki Janse, 1940
- A. comoriensis Viette, 1978
- A. furca Fletcher, 1961
- A. indica Moore, 1867
- A. malagasa Gaede, 1915
- A. minor Holland, 1896
- A. rosacea Saalmüller, 1891
- A. scriptura Rougeo & Laporte, 1983
- A. sinensis Hampson, 1908
- A. subrosacea Viette, 1957
- A. vbrunnea Guenée, 1852